# Вулиця Олександра Дорошкевича
Ву́лиця Олекса́ндра Дорошке́вича — вулиця у Святошинському районі міста Києва, селище Біличі. Пролягає від Осінньої вулиці до тупика. 

## Історія
Виникла у першій половині XX століття, мала назву вулиця Миколи Островського, на честь радянського письменника Миколи Островського. 1966 року отримала назву вулиця Михайла Свєтлова, на честь радянського поета, драматурга і перекладача Михайла Свєтлова. 
Сучасна назва на честь українського літературознавця і літературного критика доби Розстріляного відродження Олександра Дорошкевича — з 2022 року.

## Зображення

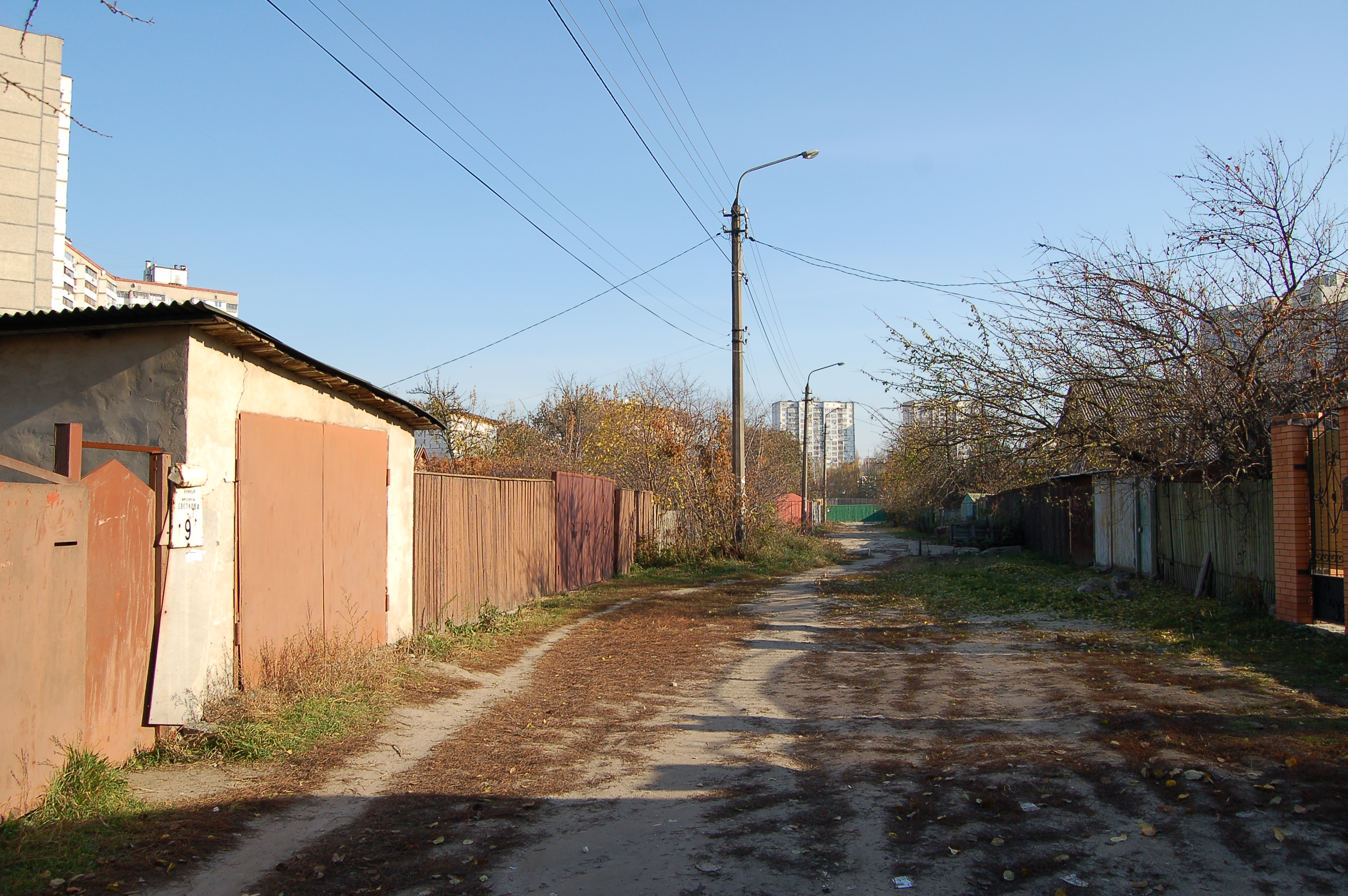